# Ostrówek (województwo zachodniopomorskie)
Ostrówek – wieś w Polsce położona w województwie zachodniopomorskim, w powiecie koszalińskim, w gminie Bobolice. Miejscowość wchodzi w skład sołectwa Łozice.
W latach 1975–1998 miejscowość położona była w województwie koszalińskim.
Inne miejscowości o nazwie Ostrówek: Ostrówek